# Mali Babilon
Mali Babilon: Groteska je dramsko delo Toneta Čufarja. Njena vzporedna varianta je drama Ščurki, saj v obeh delih nastopajo iste osebe - ljudje iz bogatega meščanstva in izkoriščanega proletariata. Čufar je delo napisal v zaporu, potem ko so ga leta 1936 kot komunista obsodili na leto dni.

## Objava
Prvo dejanje Čufarjeve petdejanke je izšlo v Sodobnosti št.1/2 že leta 1938. dLib Leto kasneje je izšel ponatis v zasilni prozni obliki, ki pa lahko služi odrom za uprizoritev. (COBISS)

## Osebe
- Tihotapec
- Špekulant
- Bajtarjev Mirko, študent
- Policaj
- Gospod Henrik Gorjan
- Grobar
- Sonja Knezova, študentka
- Invalid
- Brezdomec

## Vsebina
Groteska se dogaja ponoči na pokopališču, kjer špekulant, tihotapec in tat v mrtvašnici skrivajo svoje blago. Prodati ga želijo trgovcu, ki pa odlaša s plačilom. Istočasno se v bližnjem parku odvija veselica. Meščani se zabavajo na korist siromakov. Godba odmeva na pokopališče. Pojavi se Henrik, sin bogatega gospoda Gorjana, ki naj bi posredoval pri kupčiji. Zaplete se v pogovor z enorokim invalidom in izve, da je na pokopališču oddelek ponesrečencev iz kamnoloma njegovega očeta. Novica ga pretrese, zato se umakne pred zvezo s Sonjo, ki jo prepusti študentu Mirku. Zaplete se s tajnico Majo, ko pa se svojega dejanja zave, se v obupu ustreli. Nato ob njegovem truplu modrujejo grobar, policaj in tihotapci, godejo pa mu godci z veselice.

## Literarna zgodovina
Franc Zadravec pravi, da avtor socialno grotesko spremeni v napol moralno obtožbo, ki je bolj pogovorna kot srhljiva. Namesto da bi razburjali groteskni pojavi sami po sebi, jih morajo pripovedovati osebe. 

## Kritike in poročila
- GAMA: Tone Čufar: "Mali Babilon". Izdal "Naš kovinar" na Jesenicah. Leta 1939. Zora 3/6 (1939). 99–100.
- Jaroslav Dolar: Čufarjeva groteska. Tone Čufar: Mali Babilon. Groteska. Ljubljana 1939. Izdal "Naš kovinar" na Jesenicah. Edinost 2/28 (1939). 4.
- Davorin Petančič: Tone Čufar: Mali Babilon, groteska. Izdal "Naš kovinar" na Jesenicah 1939. Ljudski oder 7/6 (1939-1940). 227–228.